# Євфрат
Євфра́т, також Ефрат (тур. Fırat; курд. Fırat; араб. الفرات Ель-Фурат, вірм. Եփրատ Ефрат) — річка в Туреччині, Сирії та Іраку, найбільша в Західній Азії.
- Довжина (від витоку річки Мурат) — 3065 км, (від злиття річок Карасу і Мурат) — 2780 км,
- Сточище — 765,8 тис. км².

## Етимологія
Сучасна назва Євфрату, можливо, походить від лексичних асоціацій із шумерських і аккадських назв, відповідно Buranun і Pu-rat-tu. Згадки про останній з'являються в написах XXII століття до н. е., пов'язаних із правителем Гудеа.
Походження слова: Євфрат — це поєднання грецького слова εύ (вимовляється [eu]), що означає «добре», «легко» або «плавно» і ροoς (вимовляється [ro-os]), що означає «потік» або «течія». Таким чином, від грецького Ευφράτης (Ефратіс), ім'я буквально означає «легко тече» або «плавно ллється» (на відміну від бурхливої та швидкоплинної річки Тигр).
Крім того, друга половина цього слова може також походити або від перського Ferat або грецького φέρω (вимовляється [fero]), обидва з яких означають «нести» або «висунути».
| Мова          | Назва Євфрату      |
| ------------- | ------------------ |
| Аккадська     | Pu-rat-tu          |
| Арабська      | الفرات Al-Furāt    |
| Арамейська    | ܦܪܬ Prāṯ, Froṯ     |
| Вірменська    | Եփրատ Yeṕrat       |
| Грецька       | Ευφράτης Euphrátēs |
| Грузинська    | ევფრატი Evṕrati    |
| Іврит         | פְּרָת Pĕrāṯ          |
| Курдська      | فرهات Firat, Ferat |
| Давньоперська | 𐎢𐎳𐎼𐎠𐎬𐎢 Ufrátu      |
| Перська       | فرات Ferat         |
| Шумерська     | Buranun            |
| Турецька      | Fırat              |

## Перебіг
Утворюється в результаті злиття двох річок: Карасу (Західний Євфрат), джерела якої знаходяться в горах Вірменського нагір'я східної Туреччини північніше Ерзурум, і Мурат (Східний Євфрат), з витоком на північний захід від гори Арарат і на північ від озера Ван. У верхній течії Євфрат проходить через круті каньйони й ущелини, через південний схід Сирії та по частині Іраку. Притоки Хабур і Балікх з'єднуються з Євфратом у східній Сирії. Зливається з річкою Тигр і під загальною назвою Шатт-ель-Араб впадає в Перську затоку. У результаті діяльності цих двох річок відбулося значне замулювання й обміління північної частини затоки та злиття ряду островів стародавнього гирла із сушею. При цьому Тигр і Євфрат раніше не мали загального річища і впадали в затоку окремо.
У верхів'ях має переважно гірський характер, у вузькій ущелині прорізає околишні хребти Вірменського нагір'я Малат'я і Ергані, потім у глибокій долині перетинає пустельне плато Сирії й північної частини Месопотамії, на решті протягу (нижче міста Хіт) тече пласкою Месопотамською низовиною, складеною алювіальними наносами: ширина річки коливається тут від 150 до 500 м, глибина сягає 10 м. У низов'ях Євфрат двома рукавами зливається з Тигром, утворюючи Шатт-ель-Араб, що впадає в Перську затоку.

## Головні притоки
- Тохма
- Гексу
- Беліх
- Хабур

## Міста
- Біреджик
- Ракка
- Дайр-ез-Заур
- Рамаді
- Фаллуджа
- Куфа
- Самава
- Ен-Насирія

## Цікаві факти
На честь річки названо астероїд 13963 Євфрат.
Навесні 2021 року активісти поширили у соцмережах трагічні фотографії стану річки Євфрат, що проходить через Сирію, після того, як рівень стоку зменшився до половини.
Сирійська організація з прав людини заявила, що рівень річки Євфрат вперше в історії знизився на п'ять метрів через те, що турецька сторона перекрила воду річки, щоб вона не перевищувала 200 кубометрів на секунду, що є грубим порушенням угоди, підписаної між Сирією та Туреччиною в 1987 році. Туреччина зобов’язалася забезпечувати принаймні 500 кубометрів на секунду для розподілу між Іраком та Сирією.
Сирійська обсерваторія попередила про неминучу катастрофу, яка загрожує життю та життю більш ніж трьох мільйонів сирійців, які залежать від річки для питної води, електроенергії та зрошення.